# Lijst van voetbalinterlands China - Nieuw-Zeeland (vrouwen)
Deze lijst van voetbalinterlands is een overzicht van alle officiële voetbalinterlands tussen de nationale vrouwenteams van China en Nieuw-Zeeland. De landen hebben tot nu toe achttien keer tegen elkaar gespeeld.

## Wedstrijden
| №  | Plaats      | Datum             | Competitie                                    | Wedstrijd             | Uitslag |
| -- | ----------- | ----------------- | --------------------------------------------- | --------------------- | ------- |
| 1  | Foshan      | 21 november 1991  | WK 1991                                       | China − Nieuw-Zeeland | 4 − 1   |
| 2  | Canberra    | 21 november 1997  | Vriendschappelijk                             | Nieuw-Zeeland − China | 1 − 3   |
| 3  | Newcastle   | 10 juni 2000      | Vriendschappelijk                             | China − Nieuw-Zeeland | 6 − 0   |
| 4  | Brisbane    | 22 februari 2004  | Vriendschappelijk                             | China − Nieuw-Zeeland | 3 − 0   |
| 5  | Hangzhou    | 14 november 2006  | Vriendschappelijk                             | China − Nieuw-Zeeland | 3 − 0   |
| 6  | Hangzhou    | 16 november 2006  | Vriendschappelijk                             | China − Nieuw-Zeeland | 4 − 0   |
| 7  | Tianjin     | 20 september 2007 | WK 2007                                       | China − Nieuw-Zeeland | 2 − 0   |
| 8  | Guangzhou   | 16 december 2007  | Vriendschappelijk                             | China − Nieuw-Zeeland | 1 − 0   |
| 9  | Guangzhou   | 19 december 2007  | Vriendschappelijk                             | China − Nieuw-Zeeland | 4 − 0   |
| 10 | Qinhuangdao | 20 juli 2008      | Vriendschappelijk                             | China − Nieuw-Zeeland | 1 − 0   |
| 11 | Guangzhou   | 10 januari 2009   | Four Nations Women's Football Tournament 2009 | China − Nieuw-Zeeland | 6 − 0   |
| 12 | Weifang     | 20 mei 2011       | Vriendschappelijk                             | China − Nieuw-Zeeland | 1 − 0   |
| 13 | Māngere     | 17 juni 2012      | Vriendschappelijk                             | Nieuw-Zeeland − China | 3 − 1   |
| 14 | Auckland    | 20 juni 2012      | Vriendschappelijk                             | Nieuw-Zeeland − China | 1 − 0   |
| 15 | Savièse     | 25 september 2013 | Vriendschappelijk                             | Nieuw-Zeeland − China | 4 − 0   |
| 16 | Chongqing   | 11 februari 2014  | Four Nations Women's Football Tournament 2014 | China − Nieuw-Zeeland | 1 − 0   |
| 17 | Winnipeg    | 15 juni 2015      | WK 2015                                       | China − Nieuw-Zeeland | 2 − 2   |
| 18 | Yongchuan   | 7 november 2019   | Four Nations Women's Football Tournament 2019 | China − Nieuw-Zeeland | 2 − 0   |

## Samenvatting
| Competitie                               | Totaal gespeeld | Winst China | Gelijk | Winst Nieuw-Zeeland | Doelsaldo China – Nieuw-Zeeland |
| ---------------------------------------- | --------------- | ----------- | ------ | ------------------- | ------------------------------- |
| WK-eindronde                             | 3               | 2           | 1      | 0                   | 8 − 3                           |
| Four Nations Women's Football Tournament | 3               | 3           | 0      | 0                   | 9 − 0                           |
| Vriendschappelijk                        | 12              | 9           | 0      | 3                   | 27 − 9                          |
| Totaal                                   | 18              | 14          | 1      | 3                   | 44 − 12                         |